# 土川由加
土川 由加（つちかわ ゆか）は、日本のフリーアナウンサー。

## 来歴
東京都世田谷区出身。父親の仕事の関係で、3歳から5歳になるまでの間と中学・高校時代をニューヨークで過ごす。国際基督教大学教養学部卒業。
大学を卒業後、1988年にテレビ東京に入社。同局在籍時には主にスポーツキャスターを務めていた。
1999年1月にテレビ東京を退社し、フリーに転向。女子プロテニスプレイヤーの伊達公子とは局アナ時代から親交があり、彼女のマネージメントを担当していたこともある。

## 担当番組
報道番組
| 期間         | 期間         | 番組名                   | 役職                       |
| ------------ | ------------ | ------------------------ | -------------------------- |
| 1990年4月    | 1992年3月    | TXNニュース THIS EVENING | 日曜日メインキャスター     |
| 担当時期不明 | 担当時期不明 | スポーツTODAY            | 水～金曜日メインキャスター |

その他
- 全仏オープン中継
- 音楽的流行 - 司会
- 丸山茂樹のゴルフ一直線 - 司会